# 글로스터 공녀 소피아
글로스터 공녀 소피아(Princess Sophia of Gloucester, 1773년 5월 29일 ~ 1844년 11월 29일)는 웨일스 공 프레더릭의 셋째 아들 글로스터와 에든버러 공작 윌리엄 헨리의 딸로, 영국의 공주이다. 또한 글로스터 공녀 소피아는 1773년 메이페어의 그로브너 가에서 태어났으며, 태어난 지 한달 후 글로스터 하우스에서 세례를 받았다. 또한 그녀의 대부대모는 숙부인 컴벌랜드 공작 헨리 프레데릭, 숙모 컴벌랜드 공작부인, 고모 덴마크와 노르웨이의 왕비 카롤리네 마틸데가 맡았다. 소피아는 평생 결혼하지 않았으며 윈저 근처의 윙크필드에서 살았다. 1844년 11월 29일 세상을 떠났고 윈저에 묻혔다.

## 같이 보기
- 하노버가